# Armée des Émigrés
O Armée des Émigrés (em português: "Exército dos Emigrantes") foi um exército contra-revolucionário erguido fora da França e formado por emigrantes lealistas que visavam reverter a Revolução Francesa, reconquistar seu país e restaurar os Bourbons no trono como reis da França. Eles eram apoiados por monarquistas dentro do território francês, como os de Chouan, e recebiam apoio de nações aliadas, como a Grã-Bretanha. Eles lutaram em diversas batalhas, como, por exemplo, nos cercos de Lyon e de Toulon.
Eles eram formados principalmente por:
- voluntários nobres, descendentes da Casa Real ou não, que emigraram da França
- tropas erguidas dentre a população camponesa, subsidiadas por outras monarquias europeias ou pelos próprios nobres
- unidades do exército francês que também emigraram, como o 4º Regimento Hussar

Mesmo Napoleão I afirmou: "De fato, eles são pagos por nossos inimigos, mas eles são ou deveriam ser ligados a causa do seu rei. A França deu morte à sua ação e lágrimas à sua coragem. Toda devoção é heroica".[carece de fontes?]